# Sapphire Styx (Marvel Comics)
Sapphire Styx é uma mutante das histórias de banda desenhada do Universo Marvel.

## História

### Origem
Aparece pela primeira vez na história "Save the Tiger" (Part I of X) - The Good Guy. É aliada de Roche (Senhor do Crime em Madripoor) e adversária de Wolverine.
Quando Wolverine aparece em Madripoor, Sapphire Styx faz-se passar por refém, mas de facto estava a trabalhar secretamente para Roche, fazendo com que Wolverine a salve e agradecendo-lhe com um beijo, tentando-lhe dessa forma retirar a força vital. Ela consegue capturar Wolverine após ele ter entrado em combate com  Tigre (Jessan Hoan), quando este chegou à Ilha. Após o capturar, manteve-o fraco durante o período em que ele esteve prisioneiro na mansão de Roche, alimentando-se sistematicamente da sua força-vital.
Mais tarde, durante a ofensiva de Wolverine e Tigre contra Roche, Sapphire Styx é ferida e fica desfigurada, mas é salva pelo Inquisidor que a ajuda a fugir.

### Outras aparições
Aparece novamente na historia "These Foolish Things", uma aventura em que Wolverine retorna a Madripoor e onde se ficou a saber que sobreviveu sugando a energia vital do seu salvador passando a oferecer os seus serviços a criminosos asiáticos.
Esteve desaparecida durante muito tempo até que voltou a aparecer na história "Wolverine: Weapon X Files" lançada em Junho de 2009.

### Poderes
Tem a capacidade de drenar a força vital dos seus adversários, bastando para isso um toque, no entanto prefere fazer-lo normalmente com um beijo. É anormalmente forte devido à energia que retira das outras pessoas e quanto mais energia absorve fica mais forte e mais bonita.

## Referencias
- «Apêndice ao livro de bolso do Universo Marvel» (em inglês)

Notas
1. 1 2  Marvel Comics Presents Vol 1 #1
2. ↑  Marvel Comics Presents Vol 1 #3
3. ↑  Marvel Comics Presents Vol 1 #4
4. ↑  Marvel Comics Presents Vol 1 #9
5. ↑  Marvel Comics Presents Vol 1 #131
6. ↑  Weapon X Files Vol 1 #1

Bibliografia
- Official Handbook of the Marvel Universe A-Z Vol 1 & 11
- Official Handbook of the Marvel Universe Vol 3 & 4